# Бублик краківський

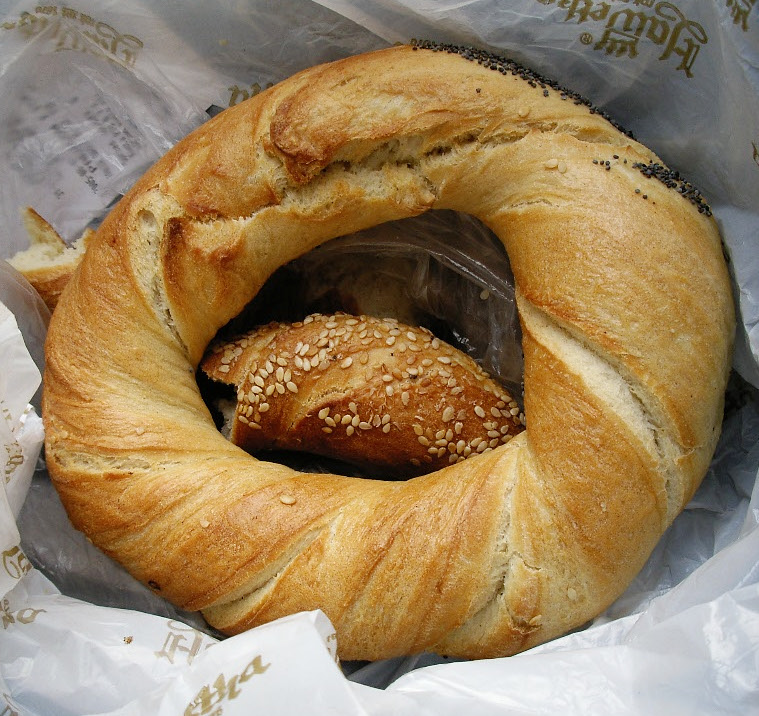
Бублики — з маком і кунжутом

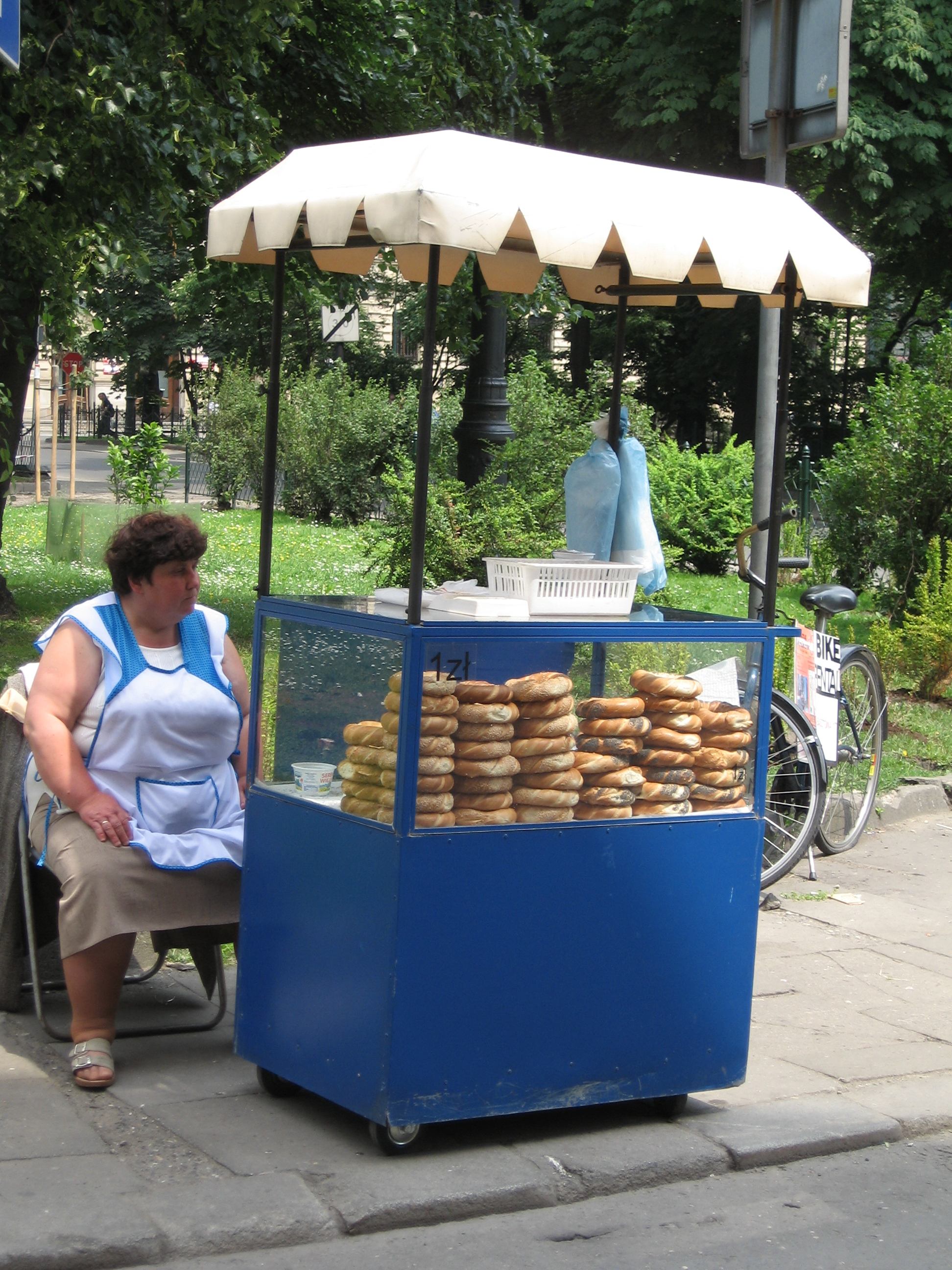
Вулична підставка з бубликами

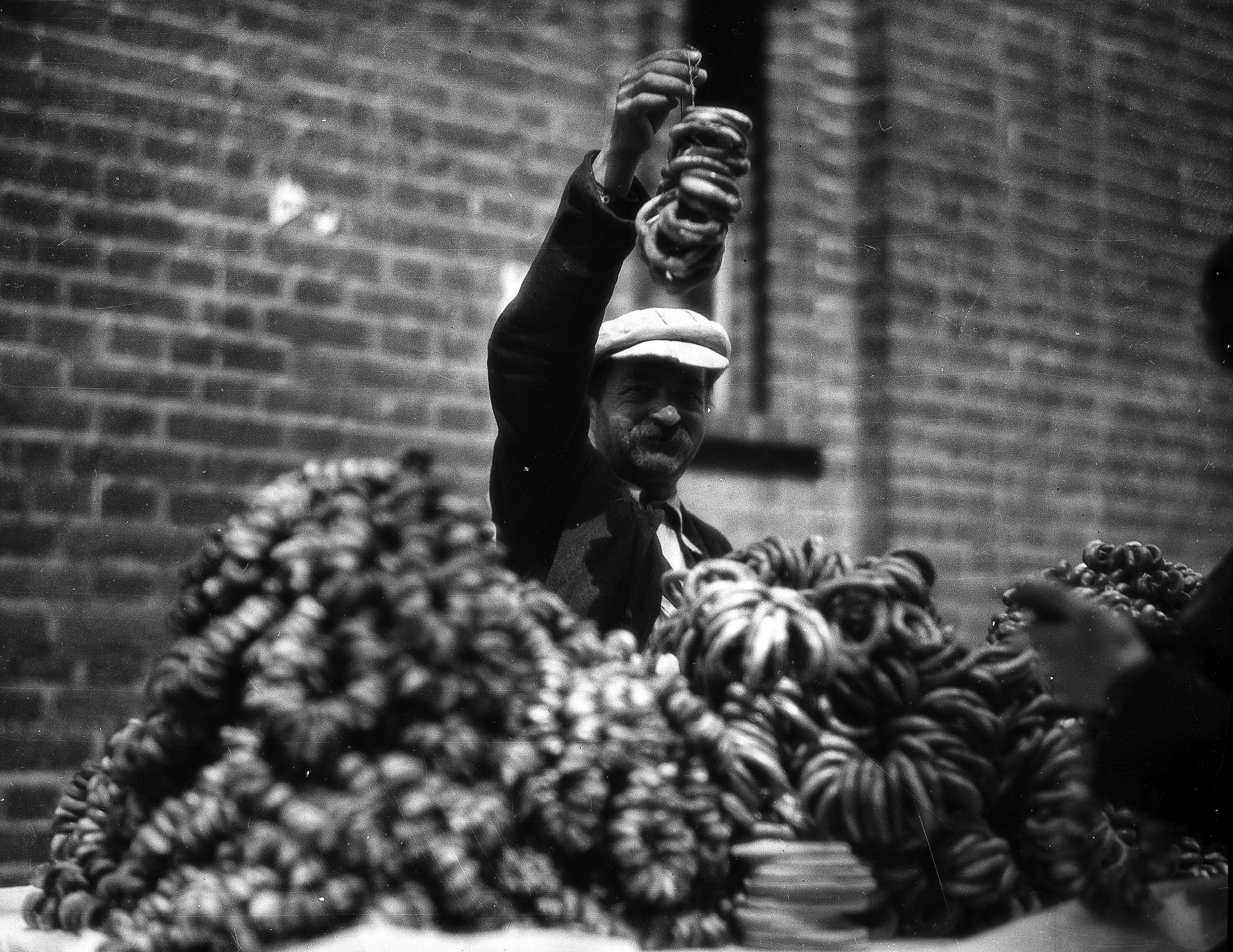
Продавець бубликів під час Казюка у Вільнюсі, 1935

Бублик (пол. obwarzanek, obarzanek) — сухий хліб діаметром кільканадцять сантиметрів (12–17 см), посипаний маком, сіллю, кунжутом або іншими посипаннями.
Краківський бублик — один із символів Кракова, продукт із захищеним географічним позначенням у Європейському Союзі.

## Характеристика
Має форму, що нагадує перстень. Текстура поверхні бублика утворена плетінням у вигляді спіралі, має колір від світло-золотистого до світло-коричневого, з чітким блиском. Його роблять з пшеничного борошна (можна використовувати до 30 % житнього борошна), жиру, цукру, дріжджів, солі та води. Змішане тісто відкладають на підйом, потім ділять на невеликі шматочки і формують у поздовжні валики, т. зв. сули, з яких 2–3 спірально скручені разом і утворюють кільце. Сформовані бублики знову залишають підніматися, після чого їх на деякий час занурюють у киплячу воду і варять — тобто розносяться. Потім, відцідивши, посипають спеціями і запікають до коричневого кольору. Саме від процесу «обварення» походить назва обважанек від слова warzyć, що в перекладі з польської означає «варити».
Випічка, виконана згідно з цим рецептом і що має назву Краківський бублик, може бути вироблено в Кракові і районах Кракова і Величка. Його можна продати без етикеток та упаковки, з торгових точок, позначених відповідним написом.

## Історія
Традиція випічки бублика давня, перші збережені записи датуються чотирнадцятим століттям (рахунки двору Владислава Ягайла та Ядвіги, в яких 2 березня 1394 року було написано: «Для пані королеви pro circulis бублики 1 грош»). Спочатку бублики могли випікати лише під час посту пекарі, спеціально призначені для цієї мети гільдіями. Інші джерела збереглися з XV століття (привілей, виданий Яном Ольбрахтом від 26 травня 1496 року, що дозволяє лише краківським пекарям пекти та продавати бублики) та XVI (резолюція Краківської міської ради про випікання хліба та нагородження «сім'ї», помічників пекарів від 22 квітня 1529 року).
Згідно з резолюцією 1611 року, гільдія краківських пекарів могла вирішити, хто і в якому місці може продавати бублики. Цей суворий цеховий контроль тривав до 1802 року, оскільки кожен пекар мав право пекти бублики, коли настала його черга після жеребкування. Цей тип відбору привілейованих пекарів застосовувався до 1849 року. Імовірно після цього року вже всі пекарі могли спекти бублики. Традиційно цю випічку продавали так званих пекарських ятках, які відчинялись щоденно зранку о 6 годині. Вісім братів гільдії наглядали за контролем цих кіосків. З XIX століття до 1950-х років XX століття бублики продавались прямо з плетених кошиків.
Сьогодні приблизно 99 % краківських бубликів продаються на вуличних мобільних стендах у вигляді візків. У Кракові налічується близько 170–180 таких візків, а середньодобовий випуск бубликів, що продавалися на краківському ринку в будні дні, становить майже 150 тисяч штук. 28 листопада 2006 року краківський бублик (пол. «Obwarzanek krakowski») було внесено до Переліку традиційних виробів Малопольського воєводства у категорії хлібобулочних та кондитерських виробів, а 30 жовтня 2010 року — до списку продукції, що охороняється Європейським Союзом.
У Туреччині та на Балканах подібний продукт відомий як симіт або геврек. Бублик також іноді помилково називають бейглем або брецелем.